# Kamory Doumbia
Kamory Doumbia (* 18. Februar 2003 in Bamako) ist ein malischer Fußballspieler, der aktuell bei Stade Brest in der Ligue 1 spielt und seit September 2022 malischer Nationalspieler ist.

## Karriere

### Verein
Doumbia begann seine fußballerische Ausbildung bei Guidars, ehe er zu JMG Bamako wechselte. Im Sommer 2021 wechselte er nach Frankreich zu Stade Reims. Am 9. Januar 2022 (20. Spieltag) debütierte er nach Einwechslung bei einem 0:0-Unentschieden gegen Clermont Foot für die Profimannschaft in der Ligue 1. Am vorletzten Spieltag der Saison 2021/22 schoss er bei seinem ersten Startelfeinsatz gegen die AS Saint-Étienne sein erstes Tor zum 2:1-Sieg. Insgesamt traf er zweimal in acht Erstligaeinsätzen und achtmal in 14 Viertligaeinsätzen für die Zweitmannschaft.
Nachdem er in der Saison 2023/24 auf Leihbasis dort gespielt hatte, wechselte Doumbia im Sommer 2024 zu Stade Brest.

### Nationalmannschaft
Am 23. September 2022 debütierte Doumbia bei einem 1:0-Sieg gegen Sambia in einem Freundschaftsspiel, als er in der Startelf stand und ein Tor vorbereitete. In der Afrika-Cup-Qualifikation 2024 schoss er bei einem 2:0-Sieg gegen Gambia sein erstes Tor für die malische A-Nationalmannschaft.